# 阿爾馬區

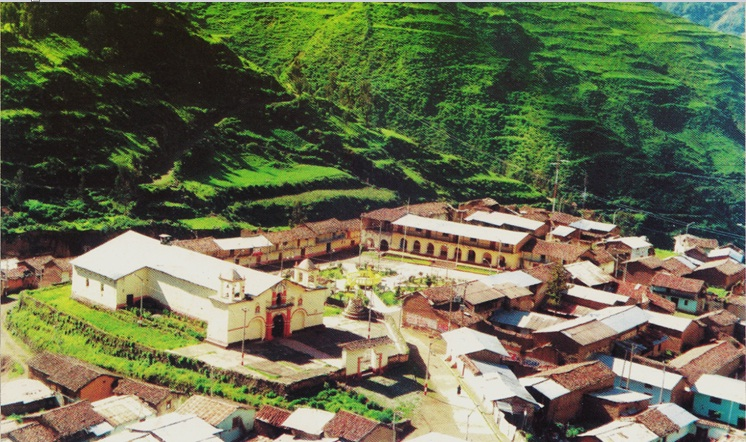

阿爾馬區（西班牙語：Distrito de Arma），是秘魯的一個區，位於該國中南部萬卡韋利卡大區的卡斯特羅維雷納省，始建於1557年5月14日，面積304.85平方公里，海拔高度3,336米，2005年人口1,596，人口密度每平方公里5.2人。